# Georges Balandier
Georges Balandier (21 de dezembro de 1920 - 5 de outubro de 2016) foi um etnólogo, antropólogo e sociólogo francês, professor emérito da Universidade de Sorbonne (Universidade Paris Descartes), diretor de estudos da Escola de altos estudos em ciências sociais e colaborador do Centro de estudos africanos.

## Biografia
Georges Léon Émile Balandier nasceu em Aillevillers-et-Lyaumont, Alto Saona, filho de um trabalhador ferroviário e militante socialista. Começou seus estudos de filosofia mas a guerra e a ocupação dificultaram a continuação, já que ingressou no Serviço de Trabalho Obrigatório (STO) e depois na resistência. A partir desta experiência e no clima de efervescência intelectual que seguiu à libertação, frequentou a Michel Leiris e participou nos esforços para tentar definir uma política colonial alternativa. 
Quando cheguei a Dakar em 1946 descobri a pobreza atrás da pompa das roupas, mas também certa turbulência.— 
. Membro da Secção Francesa da Internacional Operária de 1946 a 1951, começa sua carreira de etnólogo e participa ativamente na campanha pela libertação da África. Em 1952 a tomada do partido pela independência em suas Cahiers de sociologie (Cadernos de sociologia).
Depois conduziu investigações na administração de Pierre  Mendès France, mas rompeu com a política quando Charles De Gaulle colocou a Guiana Francesa de Sékou Touré para fora da União Francesa. Junto com Alfred Sauvy é co-autor do conceito de terceiro mundo para designar, em 1956 àqueles países que se assemelhavam ao terceiro estado da Revolução francesa.
Descobridor dos Brazzavilles noires, é um dos primeiros em pôr sua atenção sobre o estudo das sociedades tradicionais e sua mutação dentro do desenvolvimento contemporâneo africano. Em 1962 inaugurou a primeira cátedra de sociologia africana na Sorbona, e em 1982 fundou junto a Michel Maffesoli o Centre d'études sul l'actuel et lhe quotidien (Centro de estudos sobe a atualidade e o quotidiano). Foi diretor dos Cahiers de sociologie junto a Michel Wieviorka.